# Kabwe (Tanzania)
Kabwe è una circoscrizione mista (mixed ward) della Tanzania situata nel distretto di Nkasi, regione di Rukwa. Conta una popolazione di 13 087 abitanti (censimento 2012).